# 별내도서관
별내도서관은 경기도 남양주시 별내면 청학리에 있는 도서관이다.

## 연혁
- 2008년 6월 12일 별내도서관 개관

## 이용 안내
이용 시간
- 학생열람실, 일반열람실: 09:00 ∼ 22:00
- 문헌정보실(정기간행물실), 디지털자료실: 09:00 ∼ 22:00(월~금) / 09:00 ∼ 18:00(토,일,공휴일)
- 유아자료실, 어린이자료실: 매일 09:00 ∼ 18:00

휴관일
- 매주 금요일
- 1월 1일, 설·추석 연휴(대체공휴일 포함)
- 임시휴관일: 특별한 사유로 시장이 지정하는 날